# Liceo Naval Capitán de Navío Germán Astete
El Liceo Naval Capitán de Navío Luis Germán Astete es una institución educativa ubicada en el distrito de La Perla, Callao, Perú. Lleva el nombre del héroe naval Luis Germán Astete Fernández de Paredes. Pertenece a los Liceos Navales de la Marina de Guerra del Perú.

## Historia
El Liceo Naval se inició como Centro Educativo No Estatal de Educación Inicial mediante Resolución Directoral Zonal de Lima Nº01658 el 26 de junio de 1984. Es el segundo Liceo para los hijos del personal Subalterno y Civil (después del Liceo Naval Manuel Clavero) y el quinto Liceo Naval fundado.
El primer año lectivo comenzó el 2 de junio de 1984 para los niños del nivel Inicial y con edades entre los 5 y 6 años. Carlos Suárez Cavero fue el director desde su fundación hasta 1991.
Para ese año ya se había creado el nivel Primaria y Tulia Añaños Castilla tomó el cargo de la dirección. Durante su gestión, se creó el nivel Secundaria en 1997, último año donde tuvo el cargo. Le siguió Emma Rubio Betancourt, quien dirigió el Liceo entre 1998 y 2002. Desde 2003 hasta mediados de 2009, dirigió Clara Amable Sánchez.
Desde julio de 2009 hasta diciembre de 2013 dirigió Haydée Dextre Garay. Durante su gestión hubo mejoras en la infraestructura, se crearon nuevos espacios y se cambió el horario de clases: en 2012 pasó de ser un Liceo de dos turnos (mañana y tarde) a ser de un solo turno con un horario de 7:45 de la mañana a 3:10 de la tarde.
Desde marzo de 2014 hasta junio de 2019, el Liceo es dirigido por Beatriz Ramírez Calderón, dando su esfuerzo a que el liceo sea mejor.
Desde junio de 2019 hasta la actualidad, el Liceo es dirigido por Liz Pineda Bohórquez, durante su gestión hubo mejoras en las instalaciones, se instaló un toldo grande para proteger a los estudiantes de los rayos solares y las altas temperaturas, se cambió el horario de clases pasando de 7:45 de la mañana a las 3:10 de la tarde a ser de 7:50 de la mañana a 2:30 de la tarde.
Es preciso indicar, que en el año 2017, el Liceo obtuvo un ISO 9001:2015, en favor de la mejora de la gestión educativa actual, logrando una Certificación del Sistema de Gestión de Calidad en los niveles de Inicial, Primaria y Secundaria.
Asimismo, como resultado del compromiso en el proceso pedagógico desarrollado por la plana docente y directivo, un número significativo de alumnos ingresan anualmente a la Escuela de Talentos del Gobierno Regional del Callao.

## El Liceo en la actualidad
Actualmente el Liceo Naval Germán Astete es una Institución Educativa Pública. Se brinda atención a más de 900 alumnos en los niveles de Inicial, Primaria y Secundaria. En el Liceo laboran 08 Directivos, más de 80 docentes, psicólogos, terapistas, más de 20 Auxiliares de Educación, 2 enfermeras, 1 asistenta social, administrativos, el personal de servicio de mantenimiento, seguridad y personal Militar.
Cuenta con 36 aulas (03 secciones en el Nivel Inicial, 18 secciones en el Nivel Primaria y 15 secciones en el Nivel de Secundaria). Además, dentro de sus instalaciones cuenta con 2 laboratorios de cómputo, biblioteca, sala de arte, laboratorio de ciencias, 02 aulas de innovación, 01 laboratorio de inglés, taller de costura, taller de electricidad, capilla y enfermería. Cuenta además con áreas de recreo, juegos, una cancha sintética y patios.
El año escolar se divide en cuatro bimestres escolares. Además de las clases, se llevan diversas actividades: 
Desde el año 2010, se realiza el Sport Day: un evento deportivo donde compiten los alumnos y sus padres en diferentes juegos. Asimismo, desde 2011 se celebra, durante el segundo bimestre, la Noche de Talentos. Este evento consiste en un show donde los alumnos y exalumnos participan en diferentes números artísticos (por ejemplo, canto, baile, teatro, música, etc.). El aniversario del Liceo es celebrado, desde el año 2016, en el mes de junio (ya que anteriormente se celebraba en agosto). Entre setiembre y octubre se realizan las Olimpiadas Astetinas en la que participan todos los alumnos. Además, se realizan celebraciones en diversas fechas cívicas.
2010: Se instaura el Proyecto “Sport Day” en la que participa toda la comunidad educativa y los exalumnos. Se impulsó la labor pastoral en el Liceo incidiendo en la formación espiritual de los estudiantes. Da inicio al Proyecto para la Acreditación de la Calidad educativa. Se implementan dos aulas de innovación para los Niveles Inicial-Primaria y Secundaria, los cubículos para la atención de padres de familia, campo sintético para las prácticas de fulbito, el taller de producción alimentaria, laboratorio de idiomas.
2012: Se amplía el horario del turno mañana hasta las 15:30, eliminándose el turno tarde.
Se amplía el pabellón del área administrativa construyéndose el tercer piso asignándose también ambientes para el personal de seguridad y transporte
2014 – 2018: La dirección es asumida por la Sra. Beatriz Ramírez Calderón, maestra de amplia experiencia en los Liceos Navales.
A partir del 2015: El Liceo realiza su trabajo pedagógico siguiendo los lineamientos del MINEDU. Por ello, se realizan pruebas simulacro de la DREC, Evaluaciones censales, se recibe acompañamiento pedagógico y se cuenta con maestras fortaleza. En este mismo año, el Liceo supera las metas establecidas para la Evaluación Censal ocupando el Tercer puesto a nivel Región Callao.
2016: Se inaugura la Capilla “Jesús, Maestro de Misericordia”, se inicia el proceso de certificación con el ISO 9001-2015, se renueva todas las computadoras de los laboratorios de cómputo (Primaria y Secundaria) con equipos de última generación.
2017: Se logra la certificación ISO 9001:2015, se obtienen 77 medallas en los Juegos Deportivos Escolares Nacionales en las disciplinas de futsal varones, básquet, voleibol, atletismo y karate llegando hasta su etapa Macroregional.
2018: Con la firme convicción que solo con la familia podremos lograr mejores resultados en la formación de nuestros niños y jóvenes, el liceo ha promovido la participación de las familias en diversas actividades culturales, deportivas, religiosas, artísticas como Escuela para Padres, Programa Familias Fuertes, Sport Day, Día del logro, atención a padres de familia, aula abiertas, exposiciones con sus hijos.
Gracias a la Dirección de Bienestar se han mejorado las condiciones de la sala de profesores de primaria y secundaria, así como ampliado y remodelado el taller de costura, instalado el toldo en el patio de inicial e instalando una cancha multiusos de Polipropileno en el patio principal.
La Dirección de evaluación y acreditación: Educación Básica y Técnico Productivo del SINEACE ha otorgado una felicitación al Liceo Naval C. de N. Germán Astete por los avances alcanzado en el proceso de autoevaluación con fines de mejora en la calidad de servicio educativo que ofrece; ya que estos avances son una muestra del trabajo conjunto de la comunidad y del compromiso de la institución con la calidad educativa, con fecha 26 de marzo del 2018.
El Liceo Naval “Capitán de Navío Germán Astete” Aprobó la auditoría de seguimiento 2018 – 2019 al verificar que cumple con los requisitos de la Norma ISO 9001:2015. esto gracias al apoyo de la Jefatura de Educación.
Premiación y reconocimiento público por parte de las autoridades de la DREC a los estudiantes del segundo grado “B” 2017 por haber obtenido el segundo puesto en comprensión lectora. Segundo puesto en el Concurso Callao puerto hermoso organizado por la Dirección Regional del Callao.
Segundo lugar en la XXVIII (VIGESIMO OCTAVO) Feria Escolar Nacional de Ciencia y Tecnología – EUREKA 2018 - FENCYT y la II Feria Regional de Robótica Recreativa de la Región Callao con el Proyecto de Robótica un refugio de amor y calor, casas inteligentes.
Destacada participación de 151 estudiantes en los Juegos Deportivos Escolares Nacionales 2018 obteniéndose un total de 38 medallas siendo 2 de bronce, 9 de plata y 27 de oro en Competencias a Nivel Macroregional, Regional y local.
2019: Asume la Dirección la Señora Yiovana Liz Pineda Bohórquez, maestra con gran experiencia docente en los Liceos Navales y en gestión de la Calidad Educativa.
En 2019, nuestro Liceo Naval recibe el reconocimiento al compromiso institucional con la calidad educativa, por la contribución y consolidación del proceso de autorregulación y evaluación permanente en el Sistema Educativo del Sector Defensa otorgado por el Ministerio de Defensa (MINDEF).
En ese año la Universidad de Piura designa al Liceo Naval “C. de N. Germán Astete” como Centro Preparador Cambridge para las certificaciones internacionales en el idioma inglés.
Los años 2020 2021 el servicio educativo marcó un periodo de servicio virtual por la coyuntura social a causa del Covid 19
2022: Nuestra institución se hace acreedora a un reconocimiento con la Certificación I en “Gestión Educativa y Liderazgo Institucional” otorgada por la certificadora Sistema de gestión de la calidad Educativa (SGCE).
En este mismo año el MINDEF entrega al Liceo Naval “C. de N. Germán Astete” un reconocimiento por contribución y consolidación del proceso de mejora de la calidad educativa 2022.